# Redsocks (banda)
Os Redsocks (por vezes, referidos como Red Socks) são uma banda portuguesa de punk-rock e ska, formada em 2004, em Ovar.
Alvo de relevante cobertura mediática, principalmente, no final da década de 2000, os Redsocks acabariam por desbandar em 2010, tendo neste período editado uma única compilação de originais, de forma independente e iniciando um hiato de cerca de dez anos.
Retomaram atividade em 2025, com um concerto solidário em Ovar.

## Biografia
A ideia de criar uma banda partiu de Hugo Pereira e Ricardo Matos, enquanto estes eram estudantes na Escola Secundária Júlio Dinis, em Ovar. Este projeto, entretanto nomeado "Redsocks", viria a ser composto por vários elementos, sem no entanto se chegar a uma constituição que se reunisse e levasse efetivamente a cabo quaisquer ensaios.
Em 2004, com o ingresso de João Leal, Miguel Sampaio e Luís Pinto, dá-se início aos primeiros ensaios propriamente ditos e os primeiros concertos ao vivo, na zona de Ovar. Durante este período, os Redsocks atuaram principalmente na Região de Aveiro, integrando a primeira edição do festival Punk Fest, realizado em Ovar e que contou com bandas como More Than a Thousand, Fonzie ou Easyway.

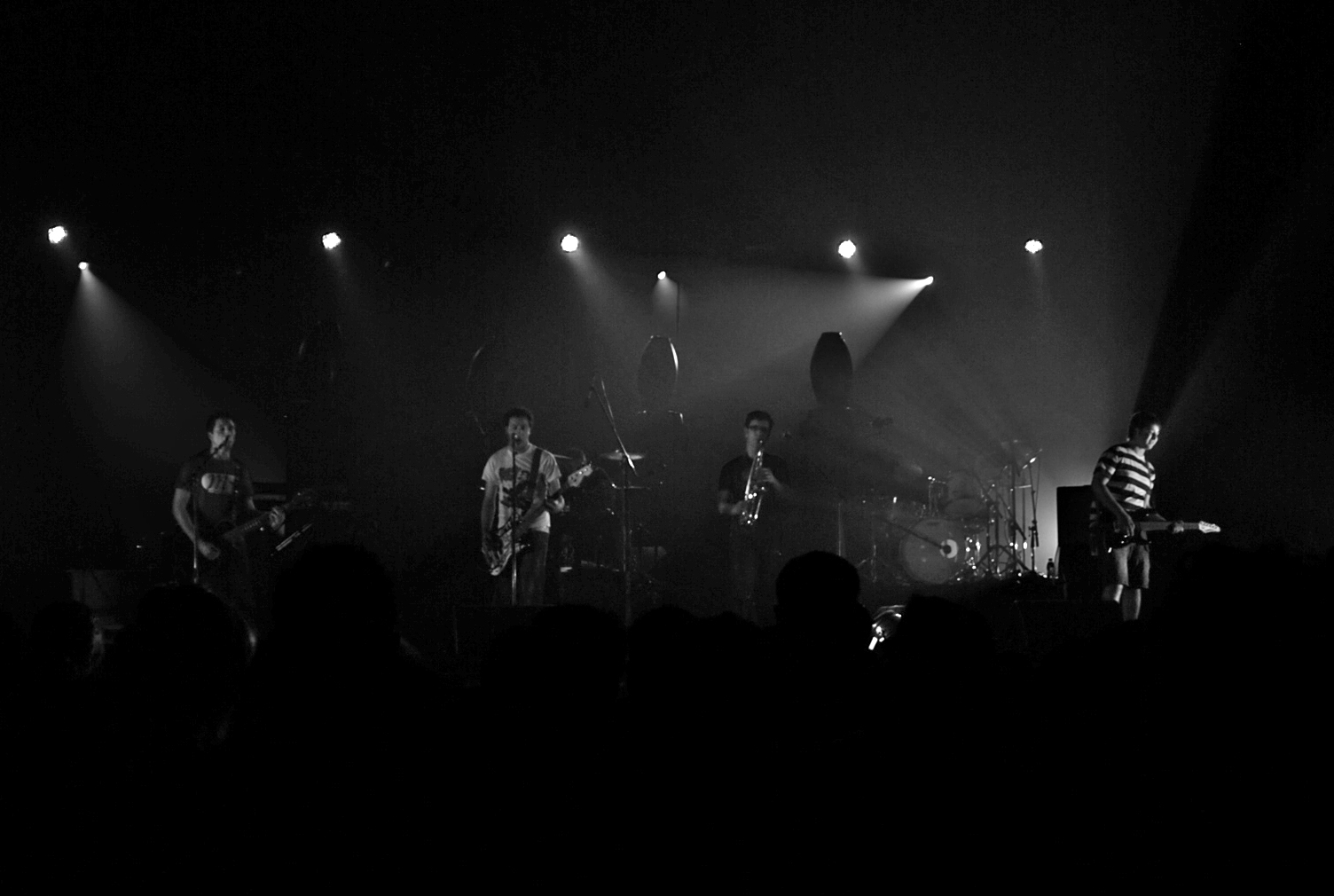
Redsocks na Semana do Enterro (Aveiro, 2009).

Em 2005, Miguel Sampaio é substituído na bateria por Rafael Silva (Miguel tornar-se-ia músico profissional de jazz), levando à formação definitiva dos Redsocks, composta por um saxofonista/vocalista (Luís Pinto), dois guitarristas (Hugo Pereira e João Leal), um baixista (Ricardo Matos) e um baterista (Rafael Silva).
Em 2008, os Redsocks lançaram a compilação de originais Rock 'n Roll is Bitchin', com três temas originais (Passivity, Kitty e Kid Gasoline). O nome da compilação faz referência e homenagem à música homónima lançada no álbum Cheer Up!, de Reel Big Fish, uma das influências musicais da banda. Em março, participaram no Concurso de Música de Aveiro (COMA), organizado pela Associação de Estudantes da Universidade de Aveiro, com as bandas The Un-X-Pected, PaperLost e Reckless, tendo obtido o 2º lugar.
Em 2009, a banda participou em vários festivais e concursos de música, destacando-se o VieiraRock (Vieira do Minho), SuperBock SuperRock, Latada de Coimbra e OVAR ao VIVO. Acabariam por vencer o concurso COMA, o que lhes permitiu integrar o cartaz da Semana do Enterro da Universidade de Aveiro, na qual atuaram no mesmo ano, juntamente com David Fonseca e Rita Redshoes.
Em 2010, apesar do sucesso do ano anterior, os Redsocks decidiram iniciar um hiato, apenas voltando a reunir-se em concertos de forma esporádica.
Em 2025, os Redsocks regressaram inesperadamente à atividade, participando na reedição do festival Viva Hell Mexico, de cariz solidário, juntamente com as bandas vareiras Trinco no Mamilo, Pevides de Cabaça, No Violation e Twenty Toon.

## Integrantes

### Formação
- Luís Pinto (saxofone/vocais);
- João Leal (guitarra-solo);
- Hugo Pereira (guitarra-ritmo);
- Ricardo Matos (baixo);
- Rafael Silva (bateria).[2][3]

### Ex-integrantes
- Miguel Sampaio (bateria).[2][3]

## Discografia
- Rock 'n Roll is Bitchin' (2008).[2][3]

## Associativismo
A banda tem a particularidade de todos os seus membros integrarem o Grupo Carnavalesco Os Hippies, que desfila no Carnaval de Ovar. Alguns destes participam ainda na banda de covers associada ao grupo, com o nome Hippies Alive, atuando em vários eventos durante o ano.